# Hieronim Florian Radziwiłł
Hieronim Florian Radziwiłł (ur. 4 maja 1715 w Białej Podlaskiej, zm. 17 maja 1760 w Białej Podlaskiej) – książę Świętego Cesarstwa Rzymskiego, podczaszy wielki litewski od 1739, chorąży wielki litewski od 1750, starosta przemyski i krzyczewski, V pan na Białej.

## Życiorys
Syn Karola Stanisława Radziwiłła i Anny Katarzyny z Sanguszków Radziwiłłowej, młodszy brat ordynata na Ołyce i Nieświeżu, Michała Kazimierza Radziwiłła Rybeńko.
Był jednym z najbogatszych magnatów Rzeczypospolitej XVIII wieku. W 1731 odznaczony został Orderem Świętego Huberta. Dzięki zawartemu w 1735 porozumieniu z palatynem reńskim udało mu się odzyskać dla rodu Radziwiłłów majątki Ludwiki Karoliny Radziwiłłówny zwane dobrami neuburskimi, które w XVII wieku stanowiły o potędze Bogusława i Janusza Radziwiłłów.
Hieronim Florian Radziwiłł stronił od życia publicznego, które charakteryzowało jego przodków. Nie zabiegał o urzędy i godności, nie brał udziału w Sejmach. Pomimo że w 1745 Potoccy proponowali mu kandydowanie na króla polskiego, nigdy o koronę się nie ubiegał, aczkolwiek planował przebudować zamek w Białej na wzór rezydencji królewskich.
Był ekscentrykiem. Otaczał się cudzoziemcami, głównie Niemcami. Zafascynowany dyscypliną wojskową stworzył na własne potrzeby prywatną armię, w której służyło ok. 6000 żołnierzy. Zorganizował ją na wzór pruski i wprowadził bezlitosne kary za wszelkie najdrobniejsze przewinienia. W Słucku ufundował szkołę kadetów.
Uwielbiał polowania, gry oraz zabawy. Pod wpływem swoich zainteresowań napisał poradnik Rzeczy, którymi najgodniejszego mogę zabawić gościa. Kochał teatr i balet. Otworzył słucką szkołę baletową i utrzymywał na swoich zamkach grupy teatralne, które wystawiały przedstawienia włoskie oraz niemieckie.
Założył w Słucku manufakturę, która produkowała słynne w całej Rzeczypospolitej pasy słuckie.
Znany był ze srogości i okrucieństw, których dopuszczał się zarówno na chłopach, jak i na szlachcie. Na zamkach w Białej i Słucku zbudował więzienia, do których wtrącał każdego kto w jakiś sposób mu się sprzeciwił. Sadyzm był powodem jego dwóch rozwodów.
Interesował się techniką, był kolekcjonerem minerałów i osobliwości przyrody, które prezentował w pałacu w Białej i opisał w swoim katalogu. W Starczycach zbudował kanał na wzór widzianego w Wiedniu.
W 1748 roku pojmał w Czarnawczycach chorego psychicznie kuzyna, ordynata kleckiego, księcia Marcina Mikołaja Radziwiłła i uwięził w Białej.
Pochowany został w jezuickim kościele Bożego Ciała w Nieświeżu. Jego zabalsamowane serce złożone początkowo w kościele farnym w Słucku, w XIX wieku zostało przeniesione do kościoła pobernardyńskiego w Słucku.